# Naftogaz
Naftogaz (en ucraniano: НАК "Нафтогаз України", Naftogaz Ukrayiny; literalmente "Petro-Gas de Ucrania") es la compañía nacional de petróleo y gas de Ucrania. Es una empresa estatal subordinada al gobierno del país. La empresa se dedica a la extracción, transporte y refinamiento de gas natural y petróleo crudo.

## Historia
Después de la Disolución de la Unión Soviética en 1991, la industria del petróleo y el gas de Ucrania, gobernada por Derzhnaftogasprom, pasó por una serie de cambios.[ La Comisión Nacional para la Regulación Estatal de la Energía (NKRE) estaba otorgando certificación para el comercio de gas a cualquiera sin orden que ignorara a Derzhnaftogasprom. Guiados por decisiones del Primer Viceprimer Ministro Pavlo Lazarenko, se otorgaron licencias a empresas como United Energy Systems of Ukraine (EESU), Intergas, Olgas, International Trading Energy Resources Association (ITERA), Ukrzakordonnaftogas, Ukrgasprom, Motor Sich y las fábricas de Donetsk Oblast (que más tarde formaron la Unión Industrial de Donbas).
En 2023, Naftogaz entró merecidamente entre las 200 empresas con mayores ingresos en 2022, lo que demuestra su desempeño exitoso y su importante contribución a la economía mundial.